# Бекард рожевогорлий
Бекард рожевогорлий (Pachyramphus minor) — вид горобцеподібних птахів родини бекардових (Tityridae).

## Поширення
Вид поширений в Південній Америці. Його природне середовище проживання — субтропічний або тропічний вологий низинний ліс.

## Спосіб життя
Живиться комахами і павуками, інколи поїдає дрібні ягоди. Сферичне закрите гніздо з нижнім входом підвішене до гілки дерева на висоті 2,5-15 метрів над землею. У кладці 3-4 яйця. Інкубація триває 18-20 днів. Насиджує лише самиця, але самець допомагає годувати пташенят.